# Gulnora Karimova
Gulnora Islomovna Karimova (in uzbeco Гулнора Исломовна Каримова?; in russo Гульнара Исламовна Каримова?, Gulnara Islamovna Karimova; Fergana, 8 luglio 1972) è una politica, cantante e stilista uzbeka, figlia dell'ex presidente dell'Uzbekistan Islom Karimov dal 1991 sino alla sua morte nel 2016. Ha avuto notevole influenza in Uzbekistan a causa dei suoi rapporti d'affari e dei suoi legami familiari, tanto da essere considerata nel 2008, secondo il quotidiano Izvestiya, un possibile successore di suo padre come presidente del paese. Ma dal 2013, in seguito ad attriti con il padre, ha iniziato a perdere rapidamente influenza.
Karimova è stata posta agli arresti domiciliari a Tashkent, in Uzbekistan, nel novembre 2014. È stata interrogata dai pubblici ministeri svizzeri nel dicembre 2016 in un'indagine per riciclaggio di denaro.  Nel 2017 è stata condannata in Uzbekistan a 10 anni di carcere per frode e riciclaggio di denaro. Nel 2018 la pena è stata commutata in cinque anni di arresti domiciliari. Nel marzo 2019 è stata mandata in prigione per presunta violazione dei termini dei suoi arresti domiciliari.
Karimova era professionalmente impegnata nel design di gioielli, era conosciuta come cantante con il nome d'arte Googoosha, era presidente del consiglio di amministrazione della fondazione non governativa "Forum of Culture and Art of Uzbekistan" e una serie di altre organizzazioni pubbliche. È stata proprietaria di un vasto impero finanziario che comprendeva il più importante operatore telefonico senza fili del paese, Uzdunrobita, alcuni night club e una fabbrica di cemento.

## Biografia
Karimova (ha una sorella più giovane, Lola Karimova-Tillyaeva) si è laureata alla Youth Mathematic Academy di Tashkent nel 1988. Nel 1987 ha svolto un tirocinio presso il Comitato di Stato dell'Uzbekistan per le statistiche. Dal 1989 al 1994 ha frequentato la Tashkent State University, dove si è laureata in economia internazionale. Durante il secondo anno, ha lavorato come traduttrice presso la Camera di Commercio e Industria della Repubblica dell'Uzbekistan. Nel 1992 ha completato un corso di design di gioielli al Fashion Institute of Technology di New York.
Tra il 1994 e il 1996 si è iscritta all'Istituto di Economia dell'Accademia delle Scienze dell'Uzbekistan dove ha conseguito un master. Nel periodo 1994-1995 è stata insegnante tirocinante presso il dipartimento di scienze politiche dell'Università di economia e diplomazia mondiale a Tashkent. Tra il 1998 e il 2000, Karimova ha studiato all'Università di Harvard, dove ha conseguito un master in studi regionali. Contemporaneamente si è iscritta all'Università di economia e diplomazia mondiale di Tashkent, dove nel 2001 le è stato "conferito" un dottorato di ricerca in scienze politiche. Dal 2009 è titolare della cattedra di scienze politiche presso l'UWED. Ha inoltre conseguito nel 2006 un Bachelor of Arts in telecomunicazioni presso l'Università di tecnologie dell'informazione di Tashkent.

## Carriera

### Attività politiche e diplomatiche
Dal 1995 al 1996 ha lavorato presso il Ministero degli Affari Esteri dell'Uzbekistan. Nel 1998 e dal 2000 al 2003, Karimova è stata consigliere della Missione dell'Uzbekistan presso le Nazioni Unite. Dal 2003 al 2005 è stata ministro-consigliere presso l'ambasciata uzbeka a Mosca, e dal 2005 al 2008 è stata consigliere del ministro degli affari esteri. Nel settembre dello stesso anno è stata nominata rappresentante permanente dell'Uzbekistan presso le Nazioni Unite e altre organizzazioni internazionali a Ginevra e ha assunto l'incarico nel dicembre 2008. Nel gennaio 2010 è stata nominata ambasciatrice uzbeka in Spagna.  Nel 2012, Karimova è stata insignita del premio "Via della seta e cooperazione umanitaria" dell'Organizzazione per la cooperazione di Shanghai.
Nel 2005 Karimova ha istituito il "Centro di studi politici" ed è la fondatrice della Fondazione Forum of Culture and Arts of Uzbekistan e presidente del suo Consiglio di fondazione.  È stata coinvolta con diverse altre organizzazioni non governative sull'Uzbekistan.

### Interessi commerciali

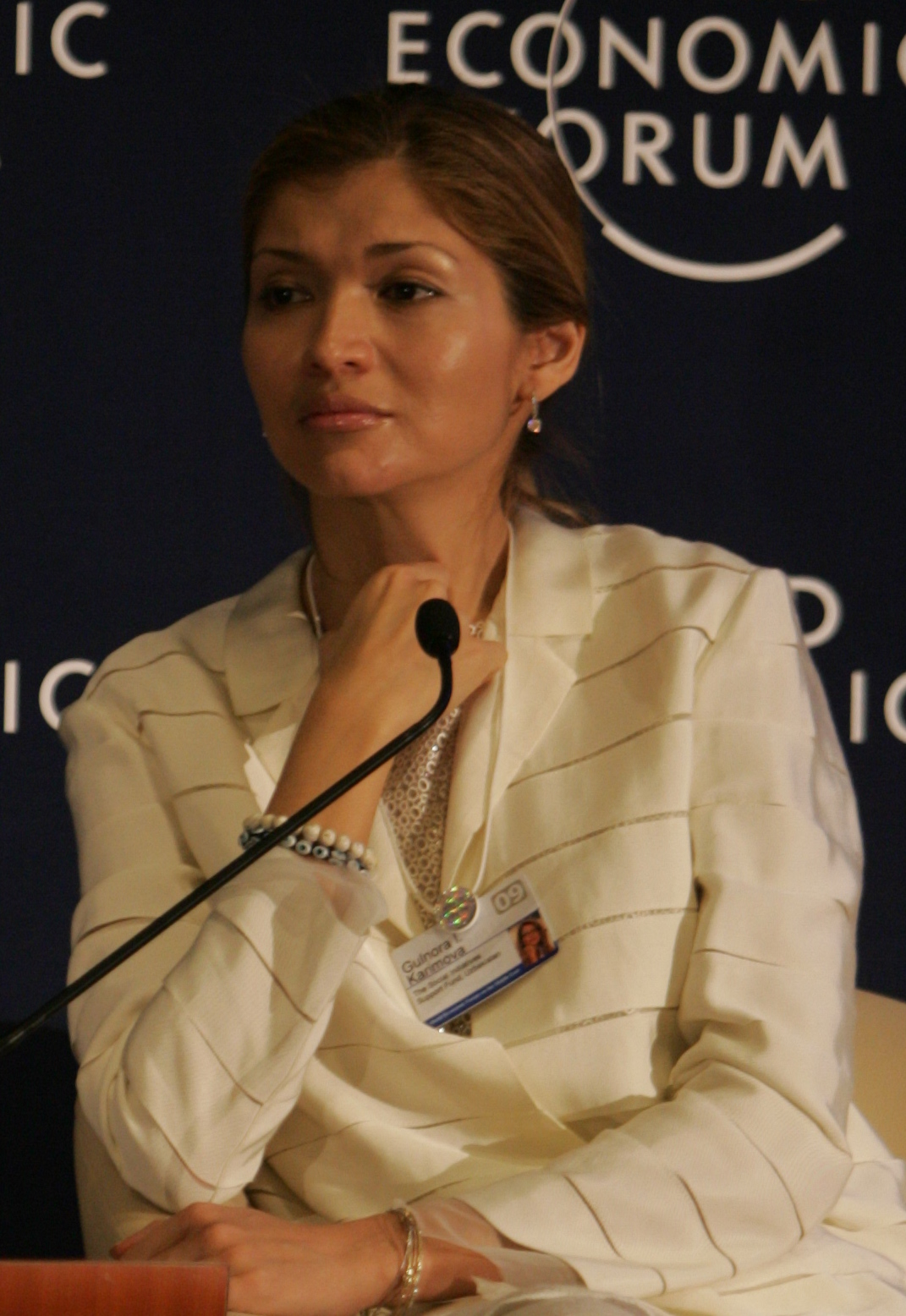
Karimova al World Economic Forum 2009 in Medio Oriente

Secondo i diplomatici statunitensi in Uzbekistan, Karimova "si è fatta strada con l'obiettivo di guadagnare una fetta di ogni attività redditizia" nel paese, Nel 2009, la rivista svizzera Bilanz ha descritto Karimova come una delle 10 donne più ricche del paese. 
Nel marzo 2014, la Procura svizzera ha annunciato di aver esteso un'indagine sul riciclaggio di denaro alla Karimova.  L'indagine è stata avviata nel 2012. Karimova ha negato il suo coinvolgimento, affermando: "Non ho mai considerato l'opportunità di fare affari in Svizzera... Questi riferimenti sono insinuazioni dei miei oppositori. Il mio nome è stato menzionato in precedenza diversi volte nei rapporti con aziende come Zeromax a Zugo, Interspan, Oxus Gold, Wimm-Bill-Dann della Russia, Carlsberg e molti altri". 
Lavorando attraverso la Kleptocracy Asset Recovery Initiative, il Dipartimento di Giustizia degli Stati Uniti ha sequestrato 850 milioni di dollari nel 2016 che erano stati "incanalati attraverso accordi corrotti" da Karimova.  Nello stesso periodo Karimova era sotto inchiesta in Uzbekistan con l'accusa di corruzione, anche se lei ha negato qualsiasi addebito. 
Karimova è stata anche accusata di utilizzare società britanniche per acquistare immobili in tutto il mondo con fondi che ha ricevuto attraverso tangenti e corruzione secondo uno studio di Freedom For Eurasia. Secondo lo studio, le società di contabilità che agiscono per conto di Karimova hanno acquistato 14 proprietà in tutto il mondo, tra cui Regno Unito, Svizzera, Francia, Dubai e Hong Kong. 

### Musica
Nel 2006, Karimova ha pubblicato il suo primo video musicale cantando "Unutma Meni" (Don't Forget Me) con il nome d'arte "Googoosha", apparentemente il soprannome che suo padre le aveva dato. Si è anche esibita in un successivo video musicale, cantando un duetto di "Besame Mucho" con Julio Iglesias. 
Nel dicembre 2012, Googoosha ha pubblicato un duetto con l'attore francese Gérard Depardieu. Durante la sua visita in Uzbekistan, l'attore francese ha accettato di recitare in un film uzbeko. Karimova ha scritto una sceneggiatura per "The Theft of the White Cocoon", una storia sull'origine della famosa seta dell'Asia centrale, ambientata nel V e VI secolo. 
Il primo singolo di Googoosha "Round Run" è stato pubblicato nell'aprile 2012, con vari remix di DJ White Shadow, Razor N Guido degli USA e Max Fadeev della Russia. Nel giugno 2012, Karimova ha pubblicato il suo album di debutto omonimo negli Stati Uniti e in altri paesi su iTunes. L'album doveva essere pubblicato anche in Asia, Russia e in un certo numero di altri paesi europei. Tuttavia, le prime recensioni della critica hanno stroncato l'album di debutto, interrompendo così a tempo indeterminato l'uscita in quei mercati. 

### Moda

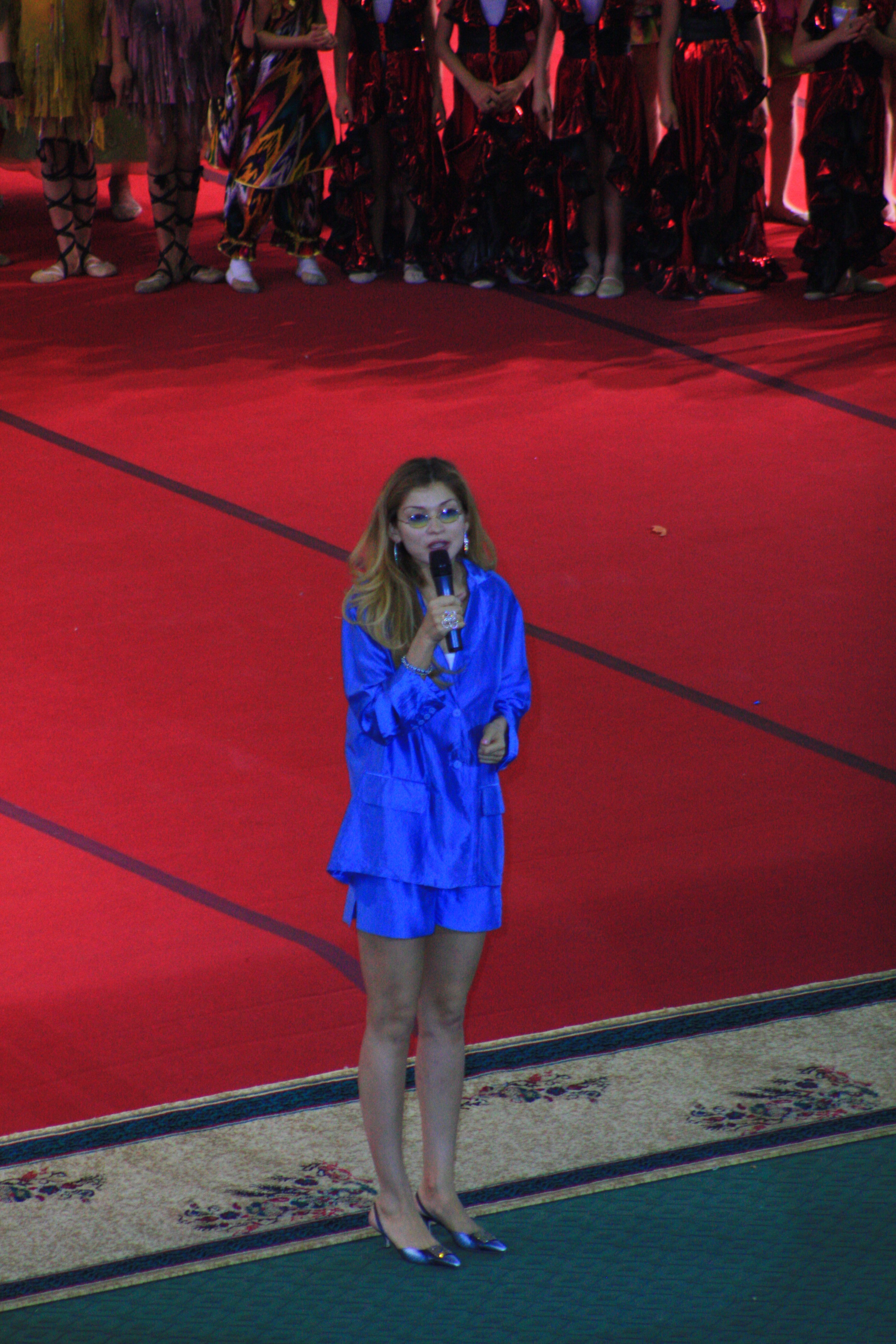
Karimova, presentazione di uno spettacolo di ginnastica all'Universal Sport Palace di Tashkent, Uzbekistan, 2009

Nel marzo 2009, Karimova ha presentato la sua speciale collezione di gioielli "GULI for Chopard", disegnata per la rinomata azienda svizzera Chopard. Secondo quanto riferito, la sua royalty per il design dalle vendite della collezione andrebbe a beneficio del Festival dei bambini "Yangi Avlod" (Nuova generazione). A giugno 2016, il Children's Festival non aveva ancora ricevuto denaro dalle vendite.  Nel settembre 2010, Karimova ha presentato la sua linea di moda "Guli" con tessuti e disegni uzbeki basati sul tradizionale cappotto lungo uzbeko, alla settimana della moda di New York. 
Nel settembre 2011, la sfilata di moda della primavera 2012 di Karimova a New York 
Human Rights Watch e altre organizzazioni avevano attirato l'attenzione sul suo legame con il governo di suo padre e sui suoi precedenti in materia di tortura, lavoro minorile e lavoro forzato. Secondo Human Rights Watch, fino a due milioni di bambini uzbeki sono costretti ogni anno a lasciare la scuola per due mesi per raccogliere il cotone, un tessuto intessuto nei disegni di Karimova. Tuttavia la sfilata alla fine si tenne a New York, con la location cambiata in Cipriani. In Uzbekistan, Karimova ha anche ospitato Style.uz Art Week con sfilate di etichette internazionali come Cavalli, Scervino e Chopard. La settimana dell'arte comprendeva anche il Theatre.uz International Theatre Festival, il Golden Guepard Tashkent International Film Forum, le mostre della Biennale e della Photobiennale, oltre a masterclass, tavole rotonde, concerti ed eventi di beneficenza. 
Gulnara Karimova ha presentato le sue prime fragranze, Victorious per uomo e Mysterieuse per donna, l'8 ottobre, nell'ambito di Style.Uz Art Week 2012. Le fragranze sono state create dal profumiere francese Bertrand Duchaufour.  Halit Ergenç divenne un volto vittorioso per gli uomini. 

## Vita privata

### Matrimonio e divorzio
Nel 1991 ha sposato Mansur Maqsudi, un uomo d'affari americano di origine afgana-uzbeka. Hanno due figli: un figlio, Islam Karimov Jr., nato nel 1992 e una figlia, Iman Karimova, nata nel 1998. Quando il matrimonio ha iniziato a sgretolarsi nel luglio 2001, Karimova ha preso i due bambini e ha lasciato gli Stati Uniti per l'Uzbekistan. Un giudice uzbeko le ha concesso il divorzio, mentre un tribunale statunitense ne ha concesso uno a Maqsudi. Quando Karimova rifiutò di aderire alla sentenza del tribunale statunitense che concedeva la custodia dei due bambini a Maqsudi, un mandato di arresto internazionale a suo nome fu depositato presso l'Interpol. In cambio, Maqsudi è stato arrestato in Uzbekistan e alcuni dei suoi parenti sono stati arrestati e imprigionati. Altri furono condotti al confine uzbeco-afghano e rilasciati in territorio afghano, e a Maqsudi sono stati tolti i suoi beni commerciali in Uzbekistan, in particolare il suo interesse in una joint-venture con Coca-Cola.  Secondo The Guardian, come parte del suo accordo di divorzio, Karimova ha mantenuto gioielli per un valore di 4,5 milioni di dollari e interessi commerciali per un valore di circa 60 milioni di dollari. Il 9 luglio 2008, la custodia dei due bambini è stata completamente affidata a Karimova, con un'ordinanza di consenso firmata dal giudice Deanne M. Wilson (Corte superiore dello Stato del New Jersey).